# Mährisch-Ostrauer Operation

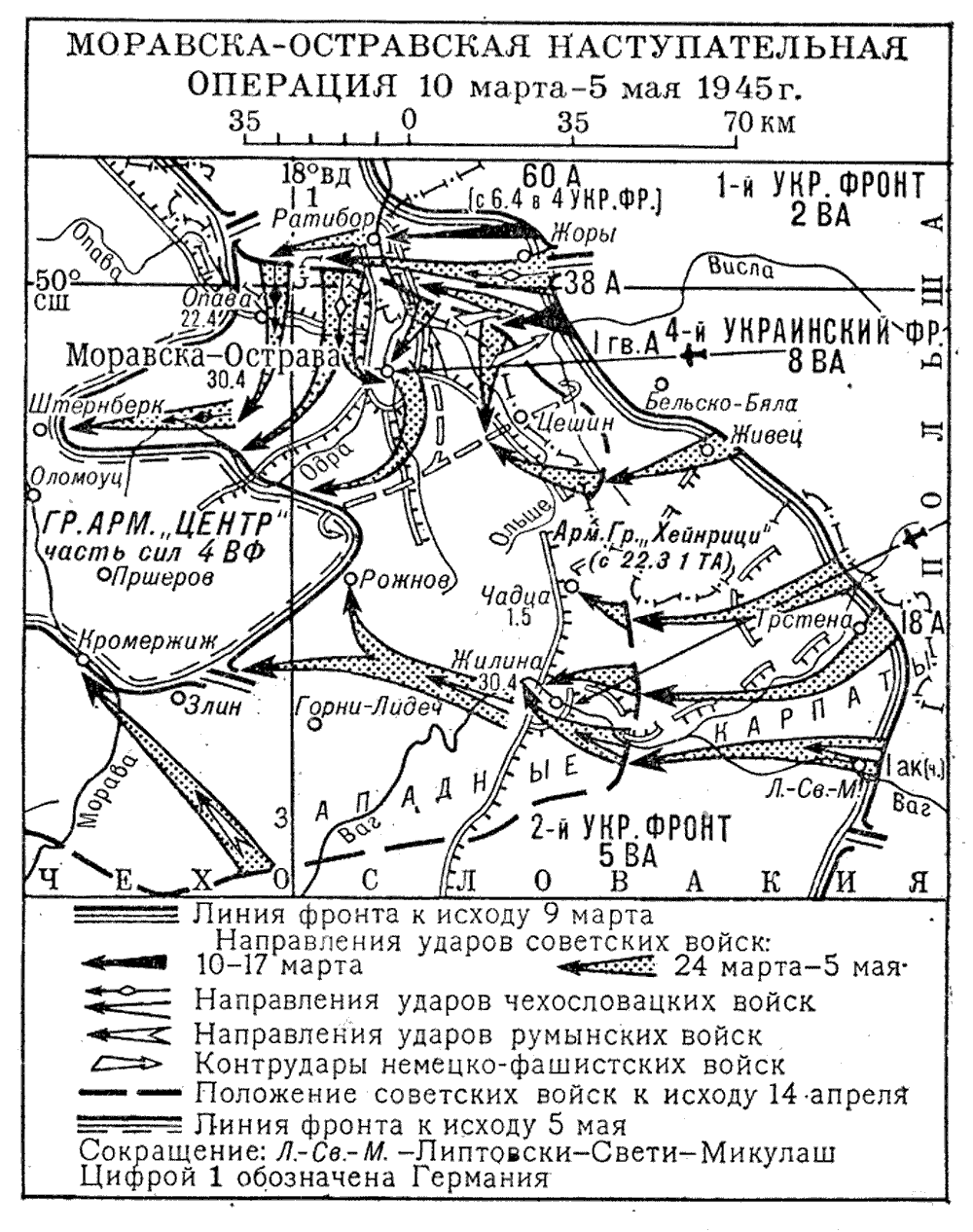
Russische Übersichtskarte der Operation

Die Mährisch-Ostrauer Operation (russisch Моравско-Остравская операция Morawsko-Ostrawskaja Operazija) war eine Offensive der Roten Armee im Zweiten Weltkrieg, die vom 10. März bis zum 5. Mai 1945 dauerte und den sowjetischen Einbruch durch die Mährische Pforte auf Olmütz erreichte.

## Vorgeschichte
Die Front an der südwestlichen Grenze von Kleinpolen verlief im Frühjahr 1945 etwa an der Linie Wieliczka über Jaworzno und Gleiwitz nach Mittelwalde.
Die 4. Ukrainische Front (Generaloberst Iwan Petrow) und der rechte Flügel der südlicher anschließenden 2. Ukrainischen Front (Malinowski) hingen gegenüber den anderen Fronten der Roten Armee weit zurück. Am westlichen Teil der Hohen Tatra hatte sich ein Frontbogen gebildet, der die nordöstlichen und südöstlichen Grenzen der Slowakei umfasste.
Die vor dem westlichen Karpatenkamm und zwischen Dukla und Kaschau stehende 4. Ukrainische Front verfügte Anfang März 1945 über 317.300 Mann, 2.900 Geschütze und Mörser, 184 Panzer und Selbstfahrlafetten und 416 Flugzeuge. Die gegnerische Armeegruppe Heinrici (deutsche 1. Panzerarmee und ungarische 1. Armee) zählte über 150.000 Mann, 1.500 Geschütze und Mörser, 100 Panzer sowie 120 Flugzeuge.

## Verlauf

### Erste Offensive am 10. März
Am 10. März begann die Offensive der 4. Ukrainischen Front mit der 38. Armee (General Moskalenko) aus dem Raum Pleß und Schwarzwasser. Die Rote Armee konnte am ersten Angriffstag nur 3–4 km vorankommen. Bis zum Abend des 17. März war die deutsche Verteidigung auf einer 15 km breiten Front etwa 6–12 km tief zurückgedrängt, die Operationsziele waren nicht erreicht, dafür die Verluste beträchtlich.
Nachdem die aus dem Raum Rybnik vorgetragene Offensive der 60. Armee (Generaloberst Kurotschkin) der 1. Ukrainischen Front gegen das deutsche XI. Armeekorps in Richtung auf Ratibor erfolgreich verlief, wurde der neue Schwerpunkt an den rechten Flügel der Front verschoben.

### Zweite Offensive am 24. März
Am 24. März begannen die 4. Ukrainische Front mit der neuen Großoffensive. Das nordmährische Industriegebiet wurde jetzt vom Norden und Osten her gleichzeitig angegriffen. Die 38. Armee griff aus dem Raum Sohrau gegen die Front des deutschen LIX. Armeekorps (General der Infanterie Sieler) an. Die deutschen Verteidigungslinien wurden erfolgreich durchbrochen und ein Gelände von 20 km Breite und 7 km Tiefe erobert. Ein schnell geführter Gegenstoß der deutschen 8. und 19. Panzerdivision konnte die Lage nicht wiederherstellen. Am 26. März gingen die Stellungen bei Loslau verloren. Die Truppen der an den Flanken stehenden 60. Armee und die 1. Gardearmee konnten darauf in Richtung Oderberg vordringen.
Der am 26. März zum neuen Befehlshaber der 4. Ukrainischen Front ernannte Armeegeneral Andrei Jeremenko ließ die Einheiten der 38. Armee am 27. März wieder angreifen. Seine Truppen konnten weitere 5 km tief vordringen und sich bei Bukau auf 2 bis 3 km Distanz an die Oder herankommen. Am 2. April gelang es dem 95. und 126. Schützenkorps die Oder zu überwinden und einen Brückenkopf zu bilden. Zeitgleich überschritt das 11. Schützenkorps den Fluss im Raum Tworkau. Im Osten konnte die sowjetische 18. Armee die Stellungen auf der Tatra überwinden und Rosenberg einnehmen. Bis zum 5. April konnte der jetzt auf 20 km Tiefe erweiterte Einbruch der 1. Garde- und der 18. Armee in Richtung Frankstadt aber wegen zunehmenden deutschen Widerstand nicht erweitert werden. Am 6. April wurde die bisher der 1. Ukrainischen Front unterstellte 60. Armee Jeremenkos Front unterstellt. Das im Rahmen der 38. Armee eingesetzte tschechoslowakische 1. Armeekorps (General Ludvík Svoboda, ab 3. April General Klapalek) wurde zur 18. Armee (Generalleutnant Gastilowitsch) verlegt und konnte sich am 4. April bei der Befreiung von Liptovský Mikuláš auszeichnen.

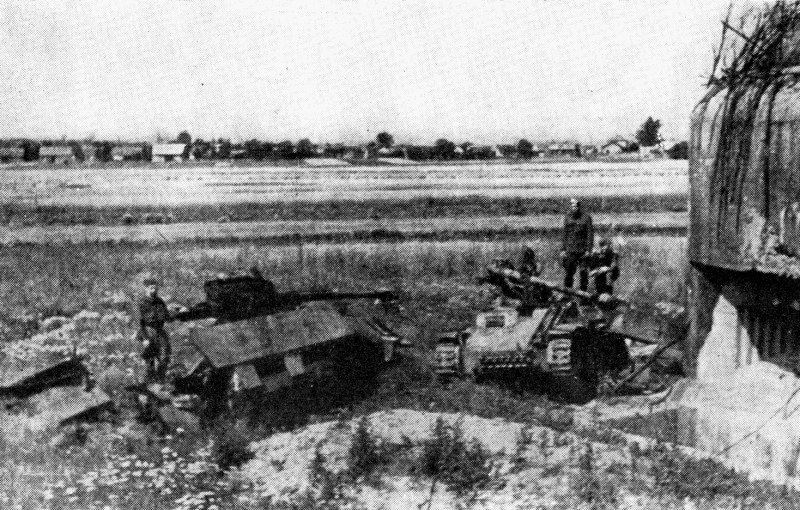
Zerstörte deutsche Stellung bei Mährisch Ostrau

Das Stawka änderte den weiteren Operationsplan dann in Richtung Südwest auf Olmütz, weil sich die Möglichkeit bot die 1. Panzerarmee abzuschneiden. Ziel der sowjetischen Offensive war es, die Verbindung zur deutschen 17. Armee (General der Infanterie Schulz) abzuschneiden. Generalfeldmarschall Schörner verlegte fünf deutsche Divisionen um die bedrohten Stellungen der 1. Panzerarmee im Raum Troppau zu verstärken.
Am 22. April fiel Troppau an die 60. Armee und am 30. April fiel Mährisch Ostrau in die Hände der 38. Armee, dadurch wurden die Stellungen des deutschen XXXXIX. Gebirgskorps (78., 320. Infanterie- 3. und 4. Gebirgs-Division) unhaltbar. Das noch im Osten stehende 17. Garde-Schützenkorps (Generalleutnant Nikifor Medwedjew) der sowjetischen 18. Armee konnte endlich das deutsche LXXII. Armeekorps am nördlichen Waag-Abschnitt zum Rückzug zwingen und am 30. April Sillein besetzen. Die 1. Panzerarmee begann sofort mit dem Rückzug in Richtung auf Olmütz, um der drohenden Einkesselung zu entgehen. Am 6. Mai fiel Sternberg und die Zugänge nach Olmütz in sowjetische Hände.

## Folgen
Die sowjetischen Truppen besetzten das Mährisch-Ostrauer Industriegebiet und schufen die Voraussetzungen für den Vorstoß in die zentralen Gebiete der Tschechoslowakei. Die Rote Armee verlor dabei 112.620 Mann (23.960 Tote und 88.660 Verwundete).